# Arin Berd
Arin Berd, Arinberd, Ganli Tapa, Krwawa Twierdza (orm. Արին բերդ) – wzgórze w południowo-wschodniej części Erywania, na którym odkryto ruiny starożytnego miasta urartyjskiego Erebuni.
Po raz pierwszy Arin Berd przyciągnął uwagę naukowców w 1894 roku, kiedy antropolog rosyjski Aleksiej Iwanowski kupił od mieszkańca pobliskiej wsi kamień z urartyjskim napisem. Chłop twierdził, że znalazł go w 1879 roku na Arin Berd. Napis został przetłumaczony i opublikowany przez orientalistę Michaiła Nikolskiego. Tekst traktował o tym, że na tym miejscu król Argiszti I zbudował spichlerz o pojemności 10100 kapi. Systematyczne wykopaliska archeologiczne na wzgórzu Arin Berd rozpoczęto w 1950 roku. Zaowocowały w odkrycie Erebuni, zbudowanego przez Argisztiego I w 782 roku p.n.e. Miasto miało służyć do umocnienia pozycji Urartu w Dolinie Ararat.
Etymologia nazwy wzgórza jest niejasna. Nazwa „Krwawa Twierdza” nie jest związana z żadnym tragicznym wydarzeniem w historii Urartu. Przypuszczalnie słowo „twierdza” odnosi się do miasta, a przymiotnik „krwawa” wiąże się z roślinami, przede wszystkim makami, które porosły wzgórze po zburzeniu twierdzy.